# 아이미 (성우)
아이미(일본어: 愛美 あいみ[*])는 일본의 여성 성우 겸 가수. 효고현 고베시 출신. 히비키 소속. 본명은 테라카와 아이미.

## 인물
BanG Dream!의 토야마 카스미, 아이돌 마스터 밀리언 라이브!의 줄리아 등으로 알려져 있다.
원래는 성우 활동은 본명인 「테라카와 마나미」로, 가수 활동은 「마나미」라고 명의를 나누고 있었지만, 2013년에 현재의 「마나미」로 예명을 통일했다.
또한 '테라가와'는 소재로 사용되기도 한다.
간사이인이라, 꽤 웃음을 가지러 온다.자신의 흐림에 대해 웃어주는, 집착해주는 사람을 좋아하는 것 같다.
미남인 언행으로 정평이 나 있다.며느리·애인·애완동물을 가진 '프로의 여자 길들이기'로, '모두의 남자친구'.
조금은 벽동, 난수에게는 스테이지상에서 키스 직전까지 다가와 당황하게 했다.
특기는 기타이다.아이돌 마스터 밀리언 라이브!나 BanG Dream!의 라이브로 자주 선보이고 있다.
밀리언 라이브에서의 연주가 BanG Dream! 프로젝트의 계기가 되었다.
성실한 성격으로, 그래서 어둠을 안는 경향이 있다.「일을, 더, 제대로…」(액티부) 눈물이 많은 점도 있어, Poppin'Party의 멤버로부터 편지를 받았을 때에는 울면서 읽고 있었다(Poppin'Party HAPPY PARTY 2018! 맹특훈 SP) 한편, 밀리언 라이브에서는 「절대 울지 않는 여자」로서 정착하고 있다.

## 교우 관계
치하루
친동생 2021년 9월 입소
팀Y (声優三姉妹 チームY,이토 아야사, 사사키 미라이)
밀키홈즈의 팀 Y(young)이며 셋이서 유튜브도 시작했다.
이토 아야사 가로되, '가족, 친구라든가, 그런 인간관계를 모두 가지고 있는 사람'이라고 한다. (HiBiKi StYle 제75회)
마치요시 아이미나(まち吉あいみーな,Machico, 야마자키 하루카, 타카하시 미나미)
밀리언 일좌.
꽤 자주 노는 모습.
액티부의 이벤트는 이미 마치요시 아이미나의 이벤트가 되었다.
타카하시란, 공통 추천의 아티스트의 라이브에 함께 보러 가거나, 서로의 집에서 공통 추천의 아티스트의 라이브 영상을 보거나 하고 있는 것 같다(타카하시 미나미 성우 활동 10주년 기념 미니 앨범 발매 시의 메시지 동영상)
이토 미쿠
밀리언 일좌. 후에 밴드 리에서도 같은 보컬 담당으로서 공동 출연.
이토는 마나미에 대해, 「재밌다, 말하기 쉽다, 전혀 신경 쓰지 않는다, 계속 함께 있어도 :힘들지 않다.즐겁다」 등이라고 이야기하고 있었다.(반드리TVLIVE2020#26)
처음 만난 날, 이토는 마나미에게 「숙회하자」라고 권유받았다.애미 가로되, "바로 말해버려.귀여운 아이를 보면, 그만」이라고 한다.(갈파 특집 방송 자, 가자!모두와 함께 3주년! 생방송 SP)
오구라 유이
마나미는 오구라를 처음 만났을 때, 너무 귀여워서 나도 모르게 「좋아합니다!」라고 말해 :버린 것 같다.(오구라 유이 & 테라카와 마나미의 인터뷰를 전해드립니다!변태도가 드러나는 라디오 '변치네코라지오' 호평 온에어 중! )
코이와이 코토리
밀리언 일좌. 후에 D4DJ에서도 공동 출연을 했다.
마나미의 일은, 코이와이가 출연해 마나미가 주제가를 담당한 단재 분리의 크라임 엣지에서 알았다는 것.(✨ 생방송 ✨ 코이와이 코토리 신기획 발표 생중계! 게스트 : 마나미)
공개석상에서 둘이서 이야기하는 일은 적지만 분장실이나 라이브 리허설 등에서는 마구잡이로 이야기한다고 합니다.(✨ 생방송 ✨ 코이와이 코토리 신기획 발표 생중계! 게스트 : 마나미)
코이와이가 설립한 ASMR 레이블의 제1탄 작품에 둘이서 출연.(✨ 생방송 ✨ 코이와이 코토리 신기획 발표 생중계! 게스트 : 마나미)
사쿠라 아야네
사쿠라가 말하기를, 어느새 사이가 좋아져 있었던 것 같다.(사쿠라와 하고싶은 오오니시)

## 내력
2008년 『베스트 오브 싱어 콘테스트』 전국대회 2008' 결승대회 출전.2009년 7월 5일, 「제3회 전일본 애니송 그랑프리」오사카 대회 우승.이 때는 본명의 「테라카와 마나미」로서 출장했다.
2010년 2월 6일 엘리를 찾아라! 밀키홈즈 성우 오디션 투어' 전국 결승 대회에서 준우승을 획득한다.그 후, 도완고 크리에이티브 스쿨에 다니기 시작하자마자 히비키에의 소속이 결정되어, 「탐정 오페라 밀키 홈즈」로 성우 데뷔.「테라카와 마나미」로서 활동한다.
2011년 5월 3일, 아티스트 「애미」로서 포니캐년으로부터 싱글 「천사의 CLOVER」로 메이저 데뷔.
2013년 아이돌 마스터 밀리언 라이브!의 줄리아 역으로 아이마스 걸스 입성.
2013년, [두사람은 밀키홈즈]의 토키와 카즈미역으로 주연을 맡아, 메이진카와 앨리스역의 이토 아야사와 유닛 [밀키홈즈] 페더스'를 결성해 2019년까지 활동했다.
2013년 12월 25일, 가수·성우 모두 예명을 「애미」로 통일해 활동하는 것을 발표했다.
2014년 2월 22일 M@STERS OF IDOL WORLD!!2014에서 아이돌 마스터 밀리언 라이브!의 곡 「유성군」을 첫 피로해, 이때의 아이미에 의한 기타 연주는 회장의 P를 크게 놀라게 한 것 외, 당라이브에 참가한 부시로드 사원의 보고를 받은 부시로드 이사의 키타니 타카아키씨가 BanG Dream! 프로젝트를 시작하는 계기가 되기도 했다.
2015년 BanG Dream!의 밴드 Poppin'Party에서 토야마 카스미 역으로 활동 개시. 참고로 사용 기재는 ESP RANDOM STAR 커스텀 (Kasumi-LED-)
첫 출연으로 여배우로도 활동한 적이 있고, 영화, 무대 출연 실적이 있다.
2021, 킹 레코드에서 성우 아티스트로서 솔로 아티스트 활동을 시작한다.
2022, 3월 1일부터 2개월간 지병 치료를 위해 휴양하였다.